# Ozero Seligory
Ozero Seligory (ryska: Озеро Селигоры) är en sjö i Belarus.   Den ligger i voblasten Vitsebsks voblast, i den norra delen av landet, 170 km norr om huvudstaden Minsk. Ozero Seligory ligger 139 meter över havet. Den ligger vid sjön Vozera Naŭlіtskaje.
Omgivningarna runt Ozero Seligory är en mosaik av jordbruksmark och naturlig växtlighet. Runt Ozero Seligory är det glesbefolkat, med 13 invånare per kvadratkilometer.